# Onurcan Piri
Onurcan Piri (* 28. September 1994 in Giresun) ist ein türkischer Fußballtorhüter.

## Karriere

### Verein
Piri begann mit dem Vereinsfußball 2005 in der Jugend von Giresun Öz Espiye Belediyespor und wechselte im gleichen Jahr in die Jugend vom damaligen Zweitligisten Giresunspor. 2011 wurde er mit einem Profivertrag ausgestattet, spielte aber weiterhin für die Jugend- bzw. Reservemannschaft Giresunspors. Erst in der Winterpause 2012/13 wurde er als 3. Torhüter in den Profikader aufgenommen und debütierte am letzten Spieltag der Saison in der Partie gegen Sarıyer SK. Aufgrund seiner Leistungen bei den türkischen Jugendnationalmannschaften, wurde er von mehreren Talentscouts der größeren türkischen Vereine gesichten und auf die Transferliste genommen.
Im Frühjahr 2014 wechselte Piri zum Erstligisten Bursaspor. Piri löste nach gegenseitigem Einvernehmen mit seinem Verein seinen Vertrag im April 2015 vorzeitig auf.
Zur Saison 2015/16 wechselte er zum Zweitligisten Kayseri Erciyesspor. Ohne einen Pflichtspieleinsatz absolviert zu haben, verließ er diesen Klub im Januar 2016.

### Nationalmannschaft
Piri begann ab dem Sommer 2012 für die türkische U-19-Nationalmannschaft zu spielen. Im März 2013 debütierte er zudem für die Türkische U-21-Nationalmannschaft.
Im Rahmen der U-20-Fußball-Weltmeisterschaft 2013 wurde er in das Turnieraufgebot der türkischen U-20-Nationalmannschaft berufen.

## Erfolge
Mit der türkischen U-20-Nationalmannschaft
- Achtelfinalist der U-20-Fußball-Weltmeisterschaft: 2013